# Евалд Линдлоф
Евалд Линдлоф (на немски: Ewald Lindloff) е германски хауптщурмфюрер, член на СС.

## Биография
Роден е в западното село Стуба, разположено близо до Данциг. От 1928 до 1933 г. учи в инженерно училище. На 1 май 1932 г. се присъединява към СС (№ 48 863). От 15 юли 1933 г. е в 1-ва СС дивизия Лайбщандарт СС Адолф Хитлер.
През април 1945 г. е назначен охрана на фюрера от Führerbegleitkommando. Линдлоф е във Фюрербункера на 30 април 1945 г., когато Хитлер се самоубива. По-късно, заедно с Петер Хегле, Хайнц Линге и Ханс Райсер той участва в изгрянето на телата на Адолф Хитлер и Ева Браун в градината на Райхсканцеларията.
Загива при стрелба на 2 май, докато се опитва да прекоси моста Вайдендам в района на Фридрихщрасе.